# Benassi Bros.
Benassi Bros. — італійський гурт, що складається з двоюрідніх братів Бенні та Алле Бенассі. З 1980-х років брати працювали ді-джеями в своєму рідному місті — Мілані, з середини 1990-х співпрацювали з продюсерським центром Ларрі Піньяньолі. Гурт спеціалізується на танцювальній музиці і реміксах. Співпрацює з відомими італійськими виконавцями Sandy, Dhany.

## Дискографія

### Альбоми
- Pumphonia (2004)
- …Phobia (2005)

### Збірники
- Best of Benassi Bros. (2005) французьке видавництво
- Best of Benassi Bros. (2006) німецьке видавництво

### Сингли
- Don’t touch too much (feat. Paul French, 2003)
- I love my sex (feat. Violeta, 2003)
- Illusion (feat. Sandy, 2004)
- Rumenian (feat. Violeta, 2004)
- Hit my heart (feat. Dhany, 2004)
- Memory of love (feat. Paul French, 2004)
- Make me feel (feat. Dhany, 2005)
- Every single day (feat. Dhany, 2005)
- Rocket in the sky (feat. Dhany, 2005)
- Feel alive (feat. Sandy, 2006)

### Відео
На даний момент проектом знято 5 відеокліпів:
- Illusion
- Hit my heart
- Make me feel
- Every single day
- Rocket in the sky